# سرتل دولت آباد (مقاطعة فيروزآباد)
سرتل دولت‌آباد (بالفارسية: سرتل دولت‌آباد) هي قرية تقع في قسم أحمد آباد الريفي في إيران. يقدر عدد سكانها بـ 412 نسمة بحسب إحصاء 2016.